# روبرت كوكس
روبرت كوكس (بالإنجليزية: Robert Cox)‏ (و. 1933 – م) هو صحفي، وناشط حقوقي، من الأرجنتين، ولد في كينغستون أبون هال.

## التعليم
تعلم في جامعة هارفارد.

## جوائز
حصل على جوائز منها:
- جائزة ماريا مورس كابوت [الإنجليزية]‏ (1978)
- نيشان الامبراطورية البريطانية من رتبة ضابط.